# Lisa Kudrow
Lisa Valerie Kudrow (Encino, Kalifornija, 30. srpnja 1963.), američka glumica. Najpoznatija je po ulozi Phoebe Buffay u TV seriji Prijatelji. Osim te uloge, poznata je i po filmovima Analiziraj ovo, Analiziraj ono, P.S. Volim te i Prijateljice.